# دیلن الکسیس رامنی
دیلن الکسیس رامنی (انگلیسی: Dylan Alexis Romney؛ زادهٔ ۱۷ فوریهٔ ۱۹۹۶) بازیکن فوتبال است.